# Lunar Crater Observation and Sensing Satellite

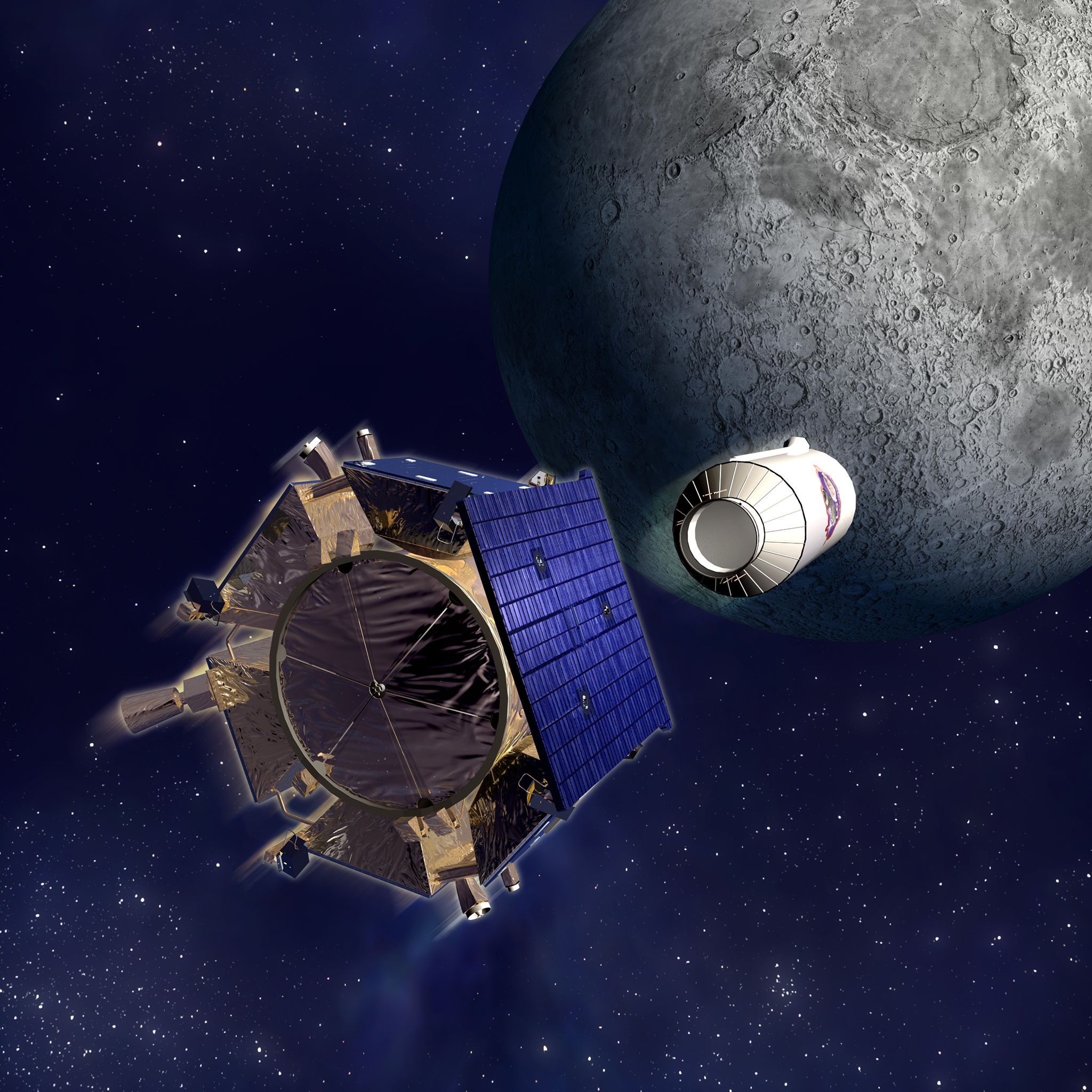
LCROSS S-S/C im Vordergrund, mit abgetrennter EDUS-Stufe, die sich Richtung Mond beschleunigt

Lunar Crater Observation and Sensing Satellite (LCROSS; deutsch „Satellit zur Beobachtung und Erkennung von Mondkratern“) war der Name einer Raumsonde der NASA, die am 18. Juni 2009 um 21:32 UTC zusammen mit dem Lunar Reconnaissance Orbiter (LRO) zum Mond gestartet ist und am 9. Oktober 2009 auf dem Mond einschlug. Von der LCROSS-Mission erhoffte man durch Erzeugung eines künstlichen Kraters definitive Erkenntnisse über das Vorhandensein von Wassereis am Südpol des Mondes zu erhalten, welches eine wichtige Rolle für zukünftige bemannte Mondmissionen spielen könnte.

## Planung
LCROSS war eine zusätzliche Nutzlast der LRO-Sonde, die zustande kam, nachdem die NASA im Dezember 2005 entschied, LRO mit einer Delta-IV- oder Atlas-V-Trägerrakete anstatt der weitaus schwächeren Delta II zu starten. Die Delta II verfügt nur über eine spinstabilisierte Oberstufe, welche die Anforderungen für den Start des LRO nicht erfüllte. Die Verwendung der stärkeren Atlas ergab die Möglichkeit, eine zusätzliche Nutzlast, wie einen Impaktor, Lander oder einen separaten Kommunikations-Mikrosatelliten, zum Mond mitzunehmen. Nachdem die NASA im Rahmen einer Ausschreibung mehrere Vorschläge einer zusätzlichen Nutzlast erhalten hatte, wurde am 10. April 2006 die LCROSS-Mission als der endgültige Sieger dieser Ausschreibung bekanntgegeben. Am 28. Juli 2006 gab die NASA bekannt, dass der Start mit einer Atlas-V(401)-Trägerrakete erfolgen wird.

## Aufbau
LCROSS bestand aus zwei separaten Teilen: dem Shepherding Spacecraft (S-S/C) und der Earth Departure Upper Stage (EDUS), die auf dem Weg zum Mond verbunden blieben und erst bei der Annäherung an den Südpol des Mondes getrennt wurden. EDUS, die nichts anderes als die Centaur-Oberstufe der Trägerrakete war, sollte kurze Zeit darauf in der Nähe des Südpols aufschlagen und eine Partikelwolke erzeugen, wobei etwa 1000 Tonnen Mondmaterial ausgeworfen werden sollten. Anschließend flog das Shepherding Spacecraft durch die Wolke, analysierte sie mit Hilfe seiner Instrumente, bevor es ebenfalls auf dem Mond aufschlug. Das ganze Ereignis sollte parallel vom LRO sowie von Satelliten und Teleskopen im Erdorbit und von der Erdoberfläche aus beobachtet werden.

## Missionsverlauf

### Start und Einschuss auf Mondbahn
LCROSS startete zusammen mit LRO am 18. Juni um 21:32 UTC auf einer Atlas-V-Rakete. Diese brachte die Sonden in einen Parkorbit um die Erde. Nach 24 Minuten erfolgte eine weitere Zündung der Triebwerke der Centaur-Oberstufe, die die Kombination auf Kurs in einen polaren Mondorbit brachte. Kurz danach wurde die Rakete um 180° gedreht und LRO gelöst. Durch Pulsieren der Triebwerke veränderte man die Bahn der restlichen Rakete so, dass LCROSS und die Centaur am Mondsüdpol vorbeiflogen und in einen polaren Mondorbit eintraten. Nach dem Manöver wurden die Triebwerke benutzt, um so viel Treibstoff wie möglich zu verbrauchen, sodass LCROSS’ Messergebnisse des Aufschlags nicht durch Treibstoffreste der Centaur verfälscht werden. Etwa vier Stunden nach dem Start wurde die leere Centaur zur Nutzlast von LCROSS erklärt.

### Flugverlauf
In den nächsten Tagen nach dem Start erfolgten drei Kurskorrekturen und am 23. Juni der Vorbeiflug von LCROSS mit der noch verbundenen Centaur-Stufe am Mond. Die minimale Entfernung betrug 3200 km. Aus etwa 8000 km Entfernung wurde die Gegend des Kraters Mendeleev untersucht. Die weitere Flugbahn führte über die Krater Goddard C und Giordano Bruno. Durch den Swing-by-Effekt trat die Sonde in eine sehr hohe Erdumlaufbahn ein, die weit über die Mondbahn hinausreicht. Der neue Orbit von LCROSS war so abgestimmt, dass die Sonde zwei Umläufe vollzieht, während der Mond dreimal die Erde umkreist, so dass die Sonde erst am 9. Oktober wieder in Mondnähe kam. Während dieser beider Umläufe wurden die Systeme geprüft und kalibriert. Es waren mehrere Kurskorrekturen vorgesehen, die letzten beiden 72 und 11 Stunden vor dem Einschlag.
Am 22. August wurde festgestellt, dass die Sonde auf Grund eines vorübergehenden Fehlers im Trägheitssensor (IRU Inertial Reference Unit) unplanmäßig 140 kg ihres Treibstoffs (75 %) zur Lagekorrektur mit den Steuerdüsen verbraucht hatte. Nach Abschätzungen durch die Betriebsmannschaft war die verbliebene Treibstoffmenge mit einer Reserve von 9 bis 18 kg für einen erfolgreichen Missionsabschluss gerade noch ausreichend.

### Einschlag

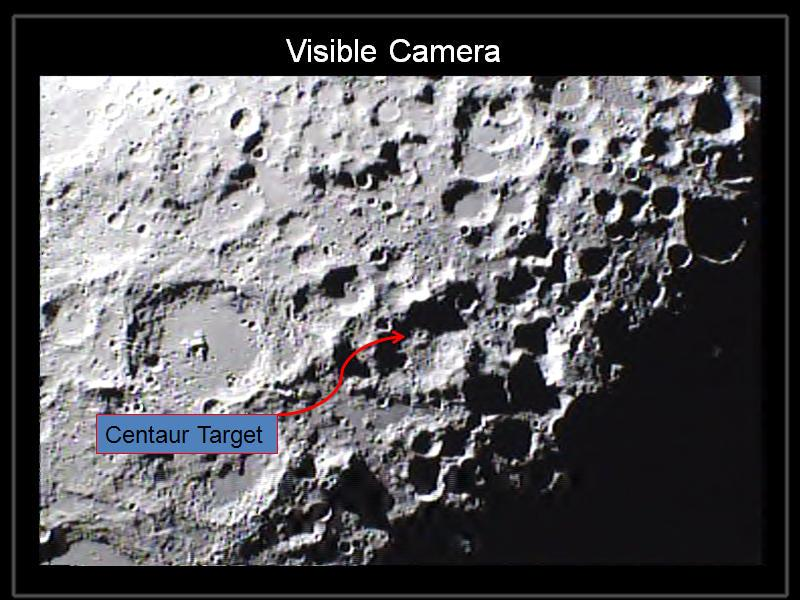
Zielgebiet der Centaur, aufgenommen vom Shepherding Spacecraft aus 700 km Höhe kurz vor dem Einschlag

Das Ziel des Einschlags am 9. Oktober lag im westlichen Teil des 95-km-Kraters Cabeus, einem permanenten Schattenbereich in der Nähe des Südpols. Ursprünglich war geplant, die Sonde in einen unbenannten Krater mit 17 km Durchmesser am Rand des 48 km großen Cabeus A stürzen zu lassen. Auf Grund neuerer Satellitendaten erhoffte man sich von dem neuen Ziel eine höhere Wasserstoffkonzentration und bessere Lichtbedingungen. Knapp zehn Stunden vor dem Einschlag trennte sich LCROSS in die Centaur-Oberstufe und das Shepherding Spacecraft. Während die Centaur weiterflog und um 11:31 UTC mit einer Geschwindigkeit von 2,5 km/s in einem Winkel von etwa 70° auf den Mond stürzte, verringerte LCROSS seine Geschwindigkeit und gewann dadurch bis zum Einschlag insgesamt etwa vier Minuten Abstand zur Oberstufe. In diesen vier Minuten sollte sich die Auswurfwolke des Centaur-Einschlags entwickeln, so dass LCROSS beim Durchqueren wissenschaftliche Daten über deren Zusammensetzung sammeln und in Echtzeit zur Erde funken konnte, bevor auch er um 11:36 aufschlug. 
Nachdem bei der Liveübertragung vom Mond die Auswurfwolke zunächst nicht sichtbar war, konnte wenig später auf Infrarotbildern, aufgenommen aus 600 km Entfernung, der Einschlag identifiziert werden. Mit Instrumenten des LRO, der die Absturzstelle in 77 km Abstand überflog, konnte mit dem UV-Spektrometer (LAMP) die Auswurfwolke und mit dem abbildenden Radiometer (DLRE) der Einschlagkrater erfasst werden.
Der LRO, mehrere erdgebundene Teleskope und auch das Hubble-Weltraumteleskop verfolgten das Ereignis. In Vorbereitung darauf wurden zahlreiche Karten und Fotos zur Identifikation des Zielgebiets veröffentlicht. Der Einschlag sollte schon mit größeren Amateurteleskopen zu beobachten sein, es stellte sich jedoch heraus, dass selbst die Observatorien Keck und Gemini auf Hawaii im sichtbaren Bereich keine Anzeichen des Einschlags verzeichneten. Offenbar war die Trümmerwolke kleiner als erhofft, was in der Öffentlichkeit mit Enttäuschung aufgenommen wurde. Basis für die wissenschaftliche Auswertung sind die optischen Spektren, die von verschiedenen Sensoren erfasst wurden und deren Auswertung einige Zeit in Anspruch nehmen wird. Die Menge an Hydroxyl in der entstandenen Wolke lässt Rückschlüsse auf den Gehalt von Wasser bzw. Eis im Krater zu.

## Technische Daten
- Masse: 891 kg (585 kg Sonde + 306 kg Hydrazin als Treibstoff)
- Abmessungen: 2 m × Ø 2,6 m  (3,3 m mit Antennen),  12,7 m × Ø 3,0 m (Centaur)
- Energieversorgung: Solarzellen mit 600 Watt Leistung und Lithium-Ionen-Akkumulatoren
- Stabilisierung: Sternsensor und zehn Sonnensensoren
- Telemetrie: Übertragung durch einen 7-Watt-S-Band-Transponder mit maximal 1,5 MBit/s Übertragungsrate
- Nutzlast: zwei im nahen Infrarotbereich arbeitende Spektrometer, ein im UV- bis sichtbaren Bereich arbeitendes Spektrometer, zwei im mittleren Infrarotbereich arbeitende Kameras, zwei im nahen Infrarotbereich arbeitende Kameras und je ein im sichtbaren Bereich arbeitendes Kamerasystem und Hochgeschwindigkeitsphotometer[14]

## Mengenangabe zum Vorkommen von Wasser
Am 13. November 2009 berichtete die NASA über mehrere Anzeichen, die die Existenz des Wassers in der durch den Aufschlag der Centaur auf dem Mond entstandenen Wolke bestätigen. Die Konzentration und Verteilung des Wassers und der anderen Substanzen benötigen aber noch weitere Analysen. Eine weitere Bestätigung resultiert aus der spektrometrischen Analyse im Ultraviolettbereich, die die Existenz von Hydroxyl bestätigt, ein Produkt, das aus der Aufspaltung von Wasser unter dem Einfluss von Sonnenstrahlen entsteht.
Die gefundene Wassermenge wurde von Robert Zubrin folgendermaßen beschrieben: „Aus dem entstandenen 30-Meter-Krater sind ca. 10 Millionen kg Regolith entstanden. Darin wurden ca. 100 kg Wasser gefunden. Das entspricht 10 ppm; das ist ein Anteil, der kleiner als der der trockensten Wüste auf der Erde ist. Im Vergleich: Wir haben auf dem Mars große Regionen mit einem Wasseranteil von 600.000 ppm gefunden, was 60 % Wasser bedeutet.“
Am 21. Oktober 2010 veröffentlichte die NASA weitere Daten, wonach doch erhebliche Mengen Wasser und anderer flüchtiger Stoffe in der Staubwolke nachgewiesen werden konnten.